# Candida peoriaensis
Candida peoriaensis är en svampart som beskrevs av Kurtzman 2001. Candida peoriaensis ingår i släktet Candida, ordningen Saccharomycetales, klassen Saccharomycetes, divisionen sporsäcksvampar och riket svampar.   Inga underarter finns listade i Catalogue of Life.